# Ideen von 1914
Der Begriff Ideen von 1914 beschreibt die publizistische Reaktion national gesinnter Intellektueller in Deutschland auf den Ausbruch des Ersten Weltkrieges und das sogenannte Augusterlebnis. Während des Krieges entwickelten sich daraus nationalpolitische Sinndeutungen und Zukunftsentwürfe. Sie umfassten u. a. Vorstellungen über die politische Neugestaltung Deutschlands, die auf eine Aufhebung der Ideale der Französischen Revolution, der „Ideen von 1789“ (Freiheit, Gleichheit, Brüderlichkeit) gerichtet waren. Dabei wurden antiliberale, antidemokratische und korporatistische Konzeptionen von Staat und Volk befürwortet, oft ohne diese Stimmungslagen zu konkretisieren.

## Entstehung
Das Schlagwort Ideen von 1914 wurde schon während der ersten Kriegstage geprägt. Steffen Bruendel benennt als „Erfinder“ den Nationalökonomen und Soziologen Johann Plenge. Der Begriff wurde schnell von Historikern, Philosophen, Kulturschaffenden usw. aufgegriffen, die auf eine ideologische Sinnstiftung des Krieges abzielten. Dabei wurden einerseits Elemente der Demokratiekritik des 19. Jahrhunderts aufgegriffen, andererseits auch aktuelle Diskussionen. Durch ihre fehlende Eindeutigkeit boten sie sowohl Anschlussmöglichkeiten nach rechts wie links. Eine der ersten bedeutenden Manifestationen war das durch den Goethe-Bund initiierte Manifest der 93 vom 4. Oktober 1914.

## Inhalt
Die Ideen von 1914 wurzelten in dem im 19. und frühen 20. Jahrhundert gepflegten, nationalistisch-romantischen Selbstverständnis, dass Deutschland eine Sonderkultur darstelle. In der ideologischen Fundierung der deutschen Kriegsanstrengungen durch eine intellektuelle, teilweise aber auch die jugendbewegte Elite, fand diese Theorie einen Höhepunkt.
Die Ideen richteten sich propagandistisch gegen englische „Krämerseelen“, „gallische Oberflächlichkeit“ und „slawischen Despotismus“ und knüpften an „Phobien“ der Vorkriegszeit an: Englandhass und Antisemitismus, Germanisierungsdünkel und romantisierende Deutschtümelei. Dahinter steckte aber auch ein expliziter Angriff gegen den englischen Liberalismus und die französische Demokratie. Stattdessen wurde die „Schützengrabengemeinschaft“ zur Lösung für Probleme der deutschen Klassengesellschaft erhoben.
Kernpunkt der Ideologie war die Vorstellung von den Eigenheiten des „deutschen Wesens“ in Kultur, Gesellschaft und Politik. Thomas Mann etwa stellte in seinen Betrachtungen eines Unpolitischen Gegensatzpaare wie „Kultur“ und „Zivilisation“ sowie „Gemeinschaft“ und „Gesellschaft“ auf. Er argumentierte, nur Deutschland stehe für eine echte Kultur, schöpferisch und tiefsinnig, zugleich bieder und tatkräftig. Dagegen würden die anderen europäischen Staaten nur Zivilisationen verkörpern. Zivilisation aber sei etwas „Welsches“ (Romanisches), steril und oberflächlich, zugleich tückisch und zungenfertig. Dem gleichheitsbetonenden Ideal einer Gesellschaft, wie es die Französische Revolution propagiert hatte, stellten die Vertreter der Ideen von 1914 ein organisches Konzept der Gemeinschaft entgegen. Dahinter stand auch die Bemühung im Rahmen der innenpolitischen Burgfriedenspolitik, alle Bevölkerungsteile in eine nationale Einheitsfront zu integrieren und den durch den Krieg geschaffenen Zusammenhalt (Kriegssozialismus) für eine dauerhafte Solidarisierung innerhalb der „Volksgemeinschaft“ zu nutzen.

Der deutsche Schriftsteller Richard Dehmel, ein Wegbereiter des Expressionismus, interpretierte 1916 den Krieg wie folgt: 

„Um unser höchstes Seelengut geht der Krieg: unsern Geist will man niederkämpfen, unsre eigentümliche Kraft, die jene körperlichen Besitztümer in so kurzer Zeit emporwachsen ließ, daß den andern Völkern um ihre Zukunft bangt, um den Machtbereich ihres eigenen Geists. Diese unsre Schaffenskraft will man knebeln.“

Die Interpretation des Ersten Weltkrieges als einen Vernichtungskampf gegen das überlegene deutsche „Sonderwesen“ war eine ideologische Novität und folgenschwer. Der nach dieser Interpretation von den Staaten der Entente aus Hass, Neid und Verzweiflung entfesselte Krieg richte sich nicht gegen Militär, Ökonomie etc., sondern gegen das alle materiellen Leistungen überhaupt erst ermöglichende Deutschtum. Der Krieg wurde in dieser Interpretation damit aus allen militärischen, ökonomischen und politischen Zusammenhängen herausgelöst und erhielt eine geradezu heilsgeschichtliche Qualität.

Im August 1914 meinte man eine Wiedergeburt des deutschen Wesens erkennen zu können; der Krieg wische die bedrohliche Dekadenz weg: 

„Im Rückblick fällt sehr bald ein eklatanter Widerspruch auf zwischen der Idee einer zur geistigen Führung der Welt berufenen deutschen ‚Sonderart‘ und den vielfachen Klagen über eine abgrundtiefe ‚Dekadenz‘ der Jahre vor dem Krieg. Für die Zeitgenossen löste sich dieser Widerspruch durch die Auffassung einer unter dem Druck des neuen Krieges eingetretenen ‚Wiedergeburt‘ (Gerhart Hauptmann), des wahren, ‚des alten deutschen Wesens‘ (Rudolf Borchardt). Die allgemeine Überzeugung einer einzigartigen ‚Revolution der deutschen Seele‘ (Otto Ernst) im Moment der Mobilmachung bildet den wohl entscheidenden Schlüssel zum späteren Verstehen der Kriegsbegeisterung vom Herbst 1914. […] Die ‚Wiedergeburt‘ des deutschen ‚Wesens‘ manifestierte sich in einer schlagartigen Rückbesinnung der Deutschen auf ihre eigentlichen ‚Tugenden‘ und Denkhaltungen. Für Robert Musil gehörten dazu an erster Stelle ‚Treue‘, ‚Mut‘, ‚Unterordnung‘, und ‚Pflichterfüllung‘. Ganz ähnlich bestimmte Hermann Bahr ‚Entsagung, Pflicht und Ehrfurcht‘ als konstitutive Merkmale der deutschen ‚Persönlichkeit‘.“

Der Schriftsteller Walter Flex (1887–1917) schrieb im Frühjahr 1917 als Nachwort zu „Der Wanderer zwischen beiden Welten“, das eines der sechs meistverkauften deutschen Bücher des 20. Jahrhunderts wurde: 

„Ich bin heute innerlich so kriegsfreiwillig wie am ersten Tage. Ich bin’s und war es nicht, wie viele meinen, aus nationalem, sondern aus sittlichem Fanatismus. Nicht nationale, sondern sittliche Forderungen sind’s, die ich aufstelle und vertrete. Was ich von der ‚Ewigkeit des deutschen Volkes‘ und von der welterlösenden Sendung des Deutschtums geschrieben habe, hat nichts mit nationalem Egoismus zu tun, sondern ist ein sittlicher Glaube, der sich selbst in der Niederlage oder […] im Heldentode eines Volkes verwirklichen kann […]. Mein Glaube ist, daß der deutsche Geist im August 1914 und darüber hinaus eine Höhe erreicht hat, wie sie kein Volk vordem gesehen hat. Glücklich jeder, der auf diesem Gipfel gestanden hat und nicht wieder herabzusteigen braucht. Die Nachgeborenen des eigenen und fremder Völker werden diese Flutmarke Gottes über sich sehen an den Ufern, an denen sie vorwärtsschreiten. – Das ist mein Glaube und mein Stolz und mein Glück, das mich allen persönlichen Sorgen entreißt […].“

Die Realität und das Scheitern der so sicher erwarteten Übernahme der geistigen Weltherrschaft durch die „sendungsvolle“ (Thomas Mann) deutsche „Wesensart“ musste die Anhänger einer weltgeschichtlichen „Missionsaufgabe“ des deutschen „Wesens“ zutiefst verstören. Die Schuld dafür wurde immer mehr bei einem inneren Feind gesucht, der die großartige geistig-moralische „Erhebung“ des deutschen Volkes vom August 1914 untergraben und zerstört habe. Mit dem Kriegsende 1918 kam dann zu der Auffassung eines geistigen Verrats noch die Dolchstoßlegende, also die Schuldzuweisung für den militärischen Ausgang des Krieges an die vermeintlich von Juden und Bolschewisten beherrschte Sozialdemokratie. Damit war eine wichtige Basis gelegt für den späteren Erfolg völkisch-nationaler Ideologie:

„Eine neue Generation, gehärtet in den ‚Stahlgewittern‘ des Ersten Weltkrieges, galt nun als auserwählt zur Revision der Weltgeschichte.“

Diese Vorstellungen lassen sich in eine Kontinuität mit der Argumentation der antidemokratischen Rechten in der Weimarer Republik (Konservative Revolution) und mit dem Aufstieg des Nationalsozialismus stellen. Bruendel jedoch kritisiert, dass die Ideen von 1914 deshalb bisher vor allem in moralisierender Weise als irrationale, präfaschistische Verirrungen abqualifiziert worden seien, ohne dass der Versuch gemacht worden sei, deren „begrifflich rekonstruierbaren rationalen Kern“ werturteilsfrei herauszuarbeiten.